# Swings & Waterslides
Singles de Viola Beach
Boys That Sing
(2016)
Swings & Waterslides est une chanson interprétée par le groupe anglais de rock indépendant Viola Beach. La chanson est sortie en téléchargement numérique le 27 août 2015 à travers le label Fuller Beans Records. Elle a atteint la 11e place dans le classement UK Singles Chart après la mort des quatre membres du groupe et leur manager Craig Goudronneux lors d'un accident survenu le 13 février 2016 sur le pont levant de la route E4 à Södertälje, au sud-ouest de Stockholm en Suède. Le morceau est inclus dans l'album studio posthume.

## Pistes
| 1. | Swings & Waterslides | 3:36 |

## Classement hebdomadaire
| Chart (2016)                   | Meilleur position |
| ------------------------------ | ----------------- |
| Royaume-Uni (UK Singles Chart) | 11                |

## Historique des sorties
| Pays        | Date         | Format         | Label        |
| ----------- | ------------ | -------------- | ------------ |
| Royaume-Uni | 27 août 2015 | Téléchargement | Fuller Beans |